# 小田エリカ
小田 エリカ（おだ えりか、1979年9月13日 - ）は、日本の女優。沖縄県渡名喜村出身。日出女子学園高等学校中退。かつての所属事務所はカンパニーAZA。本名は小元絵梨花。初期は小田絵梨香の芸名で、その後はエリカ名義で活動。

## 来歴・人物
身長160cm、靴のサイズ23.5cm。血液型はA型。趣味は日記、読書、旅行。特技はヨガ。
中学3年生の時、プロダクションのタレント募集に合格。1995年、映画『ひめゆりの塔』で女優デビュー。以降、映画、テレビドラマ、CMに幅広く活躍。1998年には『ワンダフルライフ』で映画初主演した。同年のテレビドラマ『世紀末の詩』でトップレスを披露、1999年の写真集『小田エリカ』ではパンチラと指ブラを披露。2000年にはテレビドラマで共演したHAIR CUTSのシングル「Duet」にヴォーカルとして参加した。2009年にはアメリカ映画『レイ、初めての呼吸』に主演。
2010年以降は芸能活動を休止し、沖縄に戻っているが、Twitterは随時更新されている。

## 主な出演作品

### 映画
- ひめゆりの塔（1995年・神山征二郎監督）
- ワンダフルライフ（1998年・是枝裕和監督）- 主演
- 『GTO』（1999年12月18日公開、東映・鈴木雅之監督） - 沢口恵
- ALIVE（2002年・北村龍平監督）
- 美しい夏キリシマ（2003年・黒木和雄監督）
- 誰がために（2005年・日向寺太郎監督） - 亜弥子
- エリ・エリ・レマ・サバクタニ（2006年・青山真治監督）
- ウォーターズ（2006年・西村了監督）
- ミックスマシン（2006年・齋藤可奈子監督）
- アコークロー（2007年・岸本司監督）
- コンナオトナノオンナノコ（2007年・冨永昌敬監督）- 主演・大久保チアキ
- レイ、初めての呼吸 The First Breath of Tengan Rei（2009年・梶野純子・エドワード・コジアスキー監督）- 主演

### テレビドラマ
- TOKYO23区の女（1996年4月5日 - 9月27日・フジテレビ系）- 第3回「渋谷区の女」
- 変[HEN]（1996年・テレビ朝日）
- 世紀末の詩（1998年10月14日 - 12月23日・日本テレビ系）- 第3話ゲスト 津田 愛美 役
- てっぺん（1999年7月8日 - 9月16日・テレビ朝日系）
- OUT〜妻たちの犯罪〜（1999年10月12日 - 12月21日・フジテレビ系）- 安娜 役
- DUET（2000年2月27日・WOWOW）- 主演
- 新宿暴走救急隊（2000年10月14日 - 12月16日・日本テレビ系）- 第5話ゲスト
- もう一度キス（2001年1月9日 - 3月13日・NHK）- 李正美 役
- 牙狼-GARO-（2005年10月17日 - 2006年3月31日・テレビ東京系）- 第8話 神須川美理 / モロク人間態 役
- キューティーハニー THE LIVE（2007年10月2日 - 2008年3月25日 テレビ東京系）- 烏川真由美 役
- 満福少女ドラゴネット（2010年7月、tvk）- 司城徳子 役
- 土曜時代劇 桂ちづる診察日録（2010年9月4日・11日、NHK）- 第1・2話 お栄 役

### インターネットドラマ
- 君につなげる物語（2005年）

### CM
- サントリー「膳」
- エーザイ「チョコラBB」「チョコラBBフレッシュ」
- NTTドコモ「オキナワドコモ」
- アサヒビール「旬果絞り 沖縄編」
- DHC「プラチナシルバーシリーズ」
- オリオンビール「オリオン リッチ」

## 書籍
写真集
- 小田エリカ（1999年3月、横須賀功光撮影、新潮社） ISBN 4104289019